# Alphonse Barbé
Alphonse Barbé (Vannes, Morbihan, 17 de diciembre de 1885 - Falaise, Calvados, 21 de noviembre de 1983) fue un comerciante de feria, libertario y pacifista, antimilitarista y defensor de los objetores de conciencia.

## Biografía
Alphonse Barbé fue molinero y posteriormente vendedor ambulante. Pasó a ser periodista para defender sus ideas pacifistas y su encuentro con Sébastien Faure le hizo descubrir el anarquismo.

### Desertor durante la Primera Guerra Mundial

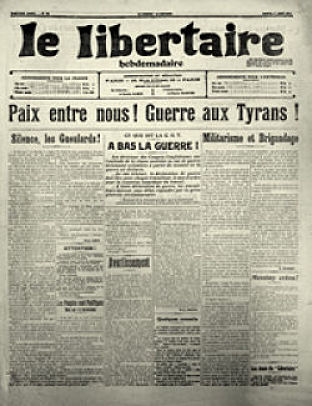
Le Libertaire del 1 de agosto de 1914, último número antes de la Primera Guerra Mundial.

Antes de la Primera Guerra Mundial, abogó por una huelga general para impedir la guerra, y fue uno de los opositores al Manifiesto de los Dieciséis y a la llamada union sacrée, el pacto por el que la izquierda francesa acordó no oponerse a la política del gobierno durante la guerra en nombre del patriotismo.
Movilizado, fue herido en septiembre de 1915.
El 18 de septiembre de 1916, desertó del 116.º Regimiento de Infantería y vivió en París bajo un pseudónimo (nom d'emprunt).
En junio de 1917, fue detenido junto con Louis Lecoin, Jules Lepetit, Pierre Ruff, Claude Content y Pierre Le Meillour, entre otros, por haber publicado clandestinamente un número del periódico Le Libertaire titulado «Exijamos la paz», con una tirada de 12 000 ejemplares. 
Fue acusado de «intenciones alarmistas y usurpación del estado civil», enfrentándose a una pena de 15 meses de prisión, que fue aumentada a tres años el 3 de diciembre de 1917 por el Tribunal de Apelación de París. Fue liberado por la amnistía de octubre de 1919, pero fue detenido de nuevo y condenado el 23 de enero de 1920 a un año de cárcel por deserción.
Se adhirió durante un tiempo al Partido Comunista, pero se alejó rápidamente de él.

### Le Semeur de Normandiey el asunto de Marinus van der Lubbe

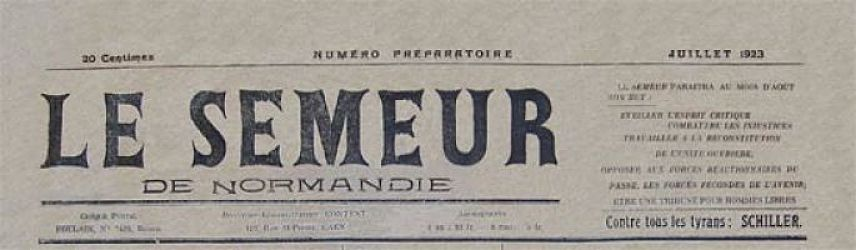
Le Semeur de Normandie.

En 1923, fundó Le Semeur de Normandie (El Sembrador de Normandía), «órgano de libre discusión» y de defensa de los objetores de conciencia, que rebautizó, a partir de 1931, Le Semeur contre tous les tyrans (El Sembrador contra todos los tiranos), «órgano de educación individual».

Tras el incendio del Reichstag (28 de febrero de 1933), estuvo en el origen, junto con André Prudhommeaux, de la campaña llevada a cabo en Francia por la defensa de Marinus van der Lubbe. Publicó varios artículos en Le Semeur y editó dos folletos: Marinus van der Lubbe, ¿proletario o provocador? y El libro de ruta de un sin patria, diario de viaje por Europa del joven militante, publicado después de su muerte bajo la égica del Comité Internacional Van der Lubbe creado en septiembre de 1933 y del cual Barbé sería el tesorero..
Desde el anuncio de la Revolución social española de 1936, partió para Perpiñán donde fue durante seis meses el secretario general de la Federación de Emigrantes Antifascistas Españoles en Francia, organización que agrupó y apoyó a cerca de 300 000 trabajadores españoles.
Publicó en 1937-1938 Lu dans la presse libertaire syndicaliste espagnole (traducido al castellano, Leído en la prensa libertaria sindicalista española).

## Publicaciones
- Numerosas contribuciones a la prensa anarquista, como Ce qu'il faut dire, L‘Unique, Défense de l‘Homme, Nouvelles Pacifistes, La Voix libertaire, L’idée anarchiste[8] o Le Monde libertaire.
- Catálogo general de ediciones y colecciones anarquistas francófonas: Barbé, Alphonse (1885-1976).
- Centro Internacional de Investigaciones sobre el Anarquismo (Lausana): Alphonse Barbé.
- Anarlivres: publications.